# Adolph Treidler
Adolph Treidler (né en 1886 au Colorado et mort en 1981) est un dessinateur et illustrateur américain, connu pour sa collaboration avec de nombreux pulp magazines, ces publications peu coûteuses, très populaires aux États-Unis durant la première moitié du XXe siècle.

## Biographie
Adolph Treidler étudie au San Francisco Institute of Art de 1902 à 1904, puis à New York. Pendant la Première Guerre mondiale, il est sollicité pour dessiner des affiches pour promouvoir la vente des Liberty Loan (en), ces obligations de guerre vendues aux États-Unis pour soutenir l'effort de guerre allié, dans le cadre de la United War Work Campaign. Pendant la Seconde Guerre mondiale, il réalise des affiches pour inciter les femmes à contribuer à l'effort de guerre en prenant la place dans les usines des hommes partis au front.